# 河瀬村
河瀬村（かわせむら）は、滋賀県犬上郡にあった村。現在の彦根市の南部、東海道本線（琵琶湖線）・河瀬駅の周辺および国道8号の沿線にあたる。発足時の名称は川瀬村（読みは同じ）であった。

## 地理
- 河川：犬上川

## 歴史
- 1889年（明治22年）4月1日 - 町村制の施行により、蓮台寺村・辻堂村・極楽寺村・森堂村・金剛寺村・堀村・広野村・犬方村・川瀬馬場村・南川瀬村・野口村・西葛籠町村・葛籠町村・出町村の区域をもって川瀬村が発足。
- 1890年（明治23年）8月16日 - 川瀬村が改称して河瀬村となる。
- 1956年（昭和31年）9月30日 - 彦根市に編入。同日河瀬村廃止。

## 交通

### 鉄道路線
- 日本国有鉄道
  - 東海道本線
    - 河瀬駅

### 道路
- 国道8号